# 全国技能士会連合会
一般社団法人全国技能士会連合会（ぜんこくぎのうしかいれんごうかい）は、全国の技能士で構成された職能団体である。1985年（昭和60年）設立。元厚生労働省所管。会員は93団体（延べ10万人）。

## 会員

### 正会員
イ号会員（都道府県技能士会・連合会）
- 北海道技能士会
- 青森県技能士会
- 岩手県技能士会
- 宮城県技能士会連合会
- 秋田県技能士会連合会
- 山形県技能士会
- 福島県技能士会連合会
- 茨城県技能士会連合会
- 栃木県技能士会連合会
- 群馬県技能士会連合会
- 埼玉県技能士会連合会
- 千葉県技能士会連合会
- 東京都技能士会連合会
- 神奈川県技能士会連合会
- 新潟県技能士会連合会
- 富山県技能士会連合会
- 石川県技能士会
- 福井県技能士会連合会
- 山梨県技能士会連合会
- 長野県技能士会連合会
- 岐阜県技能士会連合会
- 静岡県技能士会連合会
- 愛知県技能士会連合会
- 三重県技能士会
- 滋賀県技能士会
- 京都府技能士会連合会
- 大阪府技能士会連合会
- 兵庫県技能士会連合会
- 奈良県技能士会連合会
- 和歌山県技能士会連合会
- 鳥取県技能士会連合会
- 島根県技能士会連合会
- 岡山県技能士会連合会
- 広島県技能士会連合会
- 山口県技能士会連合会
- 徳島県技能士会連合会
- 香川県技能士会連合会
- 愛媛県技能士会
- 高知県技能士会連合会
- 福岡県技能士会連合会
- 佐賀県技能士会連合会
- 長崎県技能士会連合会
- 熊本県技能士会連合会
- 大分県技能士会連合会
- 宮崎県技能士会連合会
- 鹿児島県技能士会連合会
- 沖縄県技能士会連合会

ロ号会員（単一職種全国技能士会・連合会）
- 日本建築大工技能士会
- 全国寝具技能士会連合会
- 全国印章技能士会連合会
- 全国日本調理技能士会連合会
- 全国石材技能士会
- 全日本洋服技能士会連合会
- 全日本貴金属技能士会連合会

ハ号会員（団体・企業）
- 全国板硝子商工協同組合連合会
- 全国建設業協会
- 全国建築石材工業会
- 全国建具組合連合会
- 全国表具経師内装組合連合会
- 全国綿寝具工業組合連合会
- 全日本屋外広告業団体連合会
- 全日本瓦工事業連盟
- 全日本洋裁技能協会
- 全日本洋服協同組合連合会
- 日本空調衛生工事業協会
- 日本建設インテリア事業協同組合連合会
- 日本建築板金協会
- 日本酒造組合中央会
- 日本洋装協会
- 日本理化学硝子機器工業会
- 日本冷凍空調設備工業連合会
- 日本和裁士会
- 全国製麺協同組合連合会
- 日本塗装工業会
- 日本室内装飾事業協同組合連合会
- 日本写真館協会
- 日本洗浄技能開発協会
- 全国農業機械商業協同組合連合会
- フラワー装飾技能検定中央協議会
- 日本全職業調理士協会
- 日本エクステリア工業会
- 全国和裁団体連合会
- 中村稠之和裁技能者一門会（江東区和裁技能保存会／中村一門会）
- 日本左官業組合連合会
- 日本鳶工業連合会
- 日本内装仕上技能士会連合会
- 宇都宮和装技能士会
- 日本和裁研究会
- 中央労働サービス
- まち
- 学校法人国際技能工芸機構
- キタジマ
- 国際人材協力機構
- 日本技能教育開発センター

職業能力開発協会関係
- 中央職業能力開発協会
- 高知県職業能力開発協会
- 高知地域職業訓練センター

### 賛助会員
個人
- 松村貞夫（埼玉県／和裁）
- 久保シマ（埼玉県／和裁）
- 加藤尚子（埼玉県／和裁）
- 白石文子（埼玉県／和裁）
- 永田和夫（山形県技能士会事務局長）
- 高田信一（山形県／さく井）
- 丹下洋海（岐阜県／機械・プラント製図／テクニカルイラストレーション）
- 桑原晴彦（長野県／化学分析）
- 大井哲（山形県／広告美術仕上げ）
- 関口進（東京都／会社員）
- 湯澤一秀（埼玉県／ブロック建築）
- 仙田章義（千葉県／情報配線施工）

団体
- 熊本県塗装業協同組合
- 熊本県畳工業組合
- 熊本県和裁組合連合会
- 山形県サッシ・ガラス協同組合
- 山形県さく井技能士会